# Asgard (cratère)
Pour les articles homonymes, voir Asgard.

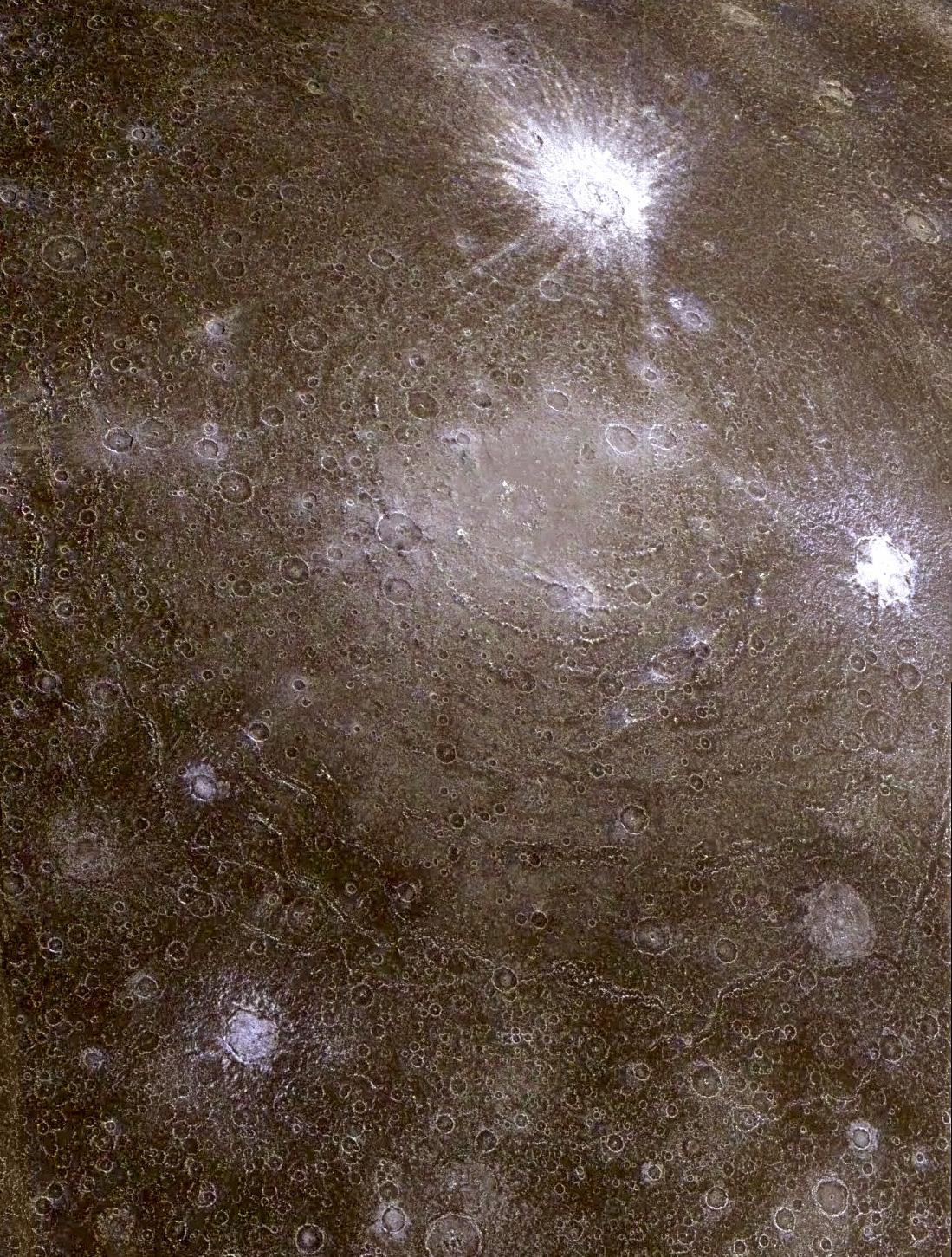
Asgard est la zone pâle au centre de l'image; il est entouré d'anneaux concentriques. Utgard est une région pâle plus petite au nord et à l'intérieur d'Asgard. Les zones brillantes sont des cratères d'impact plus récents : Burr est dans la partie supérieure de l'image, Tornarsuk à droite, Njord en dessous de Tornarsuk et Omol au-dessus de Tornarsuk à droite de Burr.

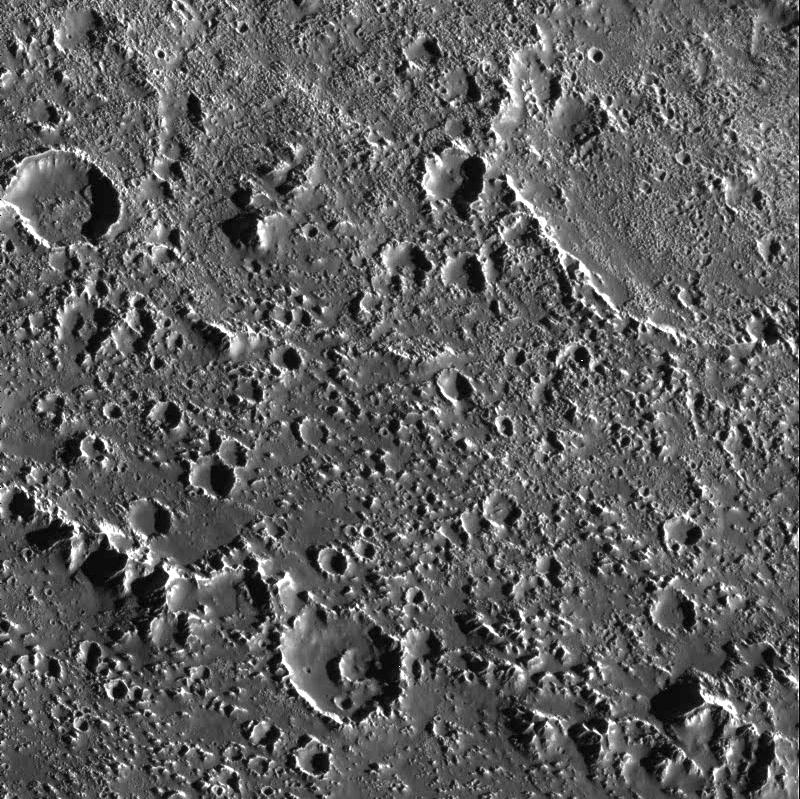
Terrain dans Asgard

Asgard est le second plus gros cratère d'impact multiannulaire de Callisto, une lune galiléenne de Jupiter. Il mesure 1 600 km de diamètre. Il doit son nom à Ásgard, la cité des Ases dans la mythologie nordique. La partie centrale d'Asgard est constituée par le cratère d'impact Doh.
Une autre structure multiannulaire plus petite est superposée sur le nord du cratère d'Asgard. Elle est appelée Utgard et mesure environ 600 km de diamètre. C'est le 4e plus grand cratère multiannulaire de Callisto. Une partie significative de la région centrale d'Utgard est couverte de dépôts du jeune cratère Burr.